# Friedrich von Hollmann
Pour les articles homonymes, voir Hollmann.
Friedrich Hollmann (Friedrich von Hollmann à partir de 1905) (né le 19 janvier 1842 à Berlin - mort le 21 janvier 1913 à Berlin) est un militaire prussien qui a occupé le poste de ministre de la Marine au sein du cabinet Caprivi.

## Biographie
Hollmann entre dans la Marine prussienne en 1857 et fait ses premières traversées en tant que cadet à bord du SMS Amazone, du SMS Gefion et du SMS Thetis. De 1859 à 1862, il prend part à l'expédition en Asie de l'est. C'est à cette occasion qu'il est promu lieutenant. Il est promu officier dans les services centraux de l'amirauté en 1863. 
Pendant la guerre des Duchés de 1864, il commande le canonnier SMS Wolf. Hollmann obtient par la suite le grade de lieutenant supérieur. De 1867 à 1873, il est envoyé à l'école de marine de Kiel. 
Lorsque la guerre franco-allemande éclate, il prend part comme lieutenant-capitaine à la bataille d'Hiddensee. De 1871 à 1873, il sert comme premier officier à bord du SMS Gazelle. Il manœuvre au large de l'Amérique du nord et du sud. De 1874 à 1881, il dirige le service central de l'amirauté impériale et en dirige donc l'état-major. Il commande les bateaux-écoles SMS Undine et SMS Medusa. En tant que capitaine de vaisseau, il commande le SMS Elisabeth de 1881 à 1883 lors de son tour du monde.
Entre 1886 et 1887, il préside la commission d'examen des navires et les deux années suivantes, il dirige l'état-major de l'amirauté. Nommé contre-amiral, il dirige de 1889 et 1890 l'escadron qui accompagne le couple impérial en Grèce et en Turquie. 
Le 22 avril 1890, Hollmann est nommé secrétaire d'État (l'équivalent de ministre) de l'Office du Reich à la Marine ainsi que membre du Bundesrat. La même année, il est promu vice-amiral. Six ans plus tard, en 1896, il est enfin nommé amiral. Ne parvenant pas à imposer des hausses pour le budget de la marine en 1897, il quitte son poste en juin de la même année. Alfred von Tirpitz prend sa place.
En 1904, Hollmann prend son siège au sein de la Chambre des seigneurs de Prusse. Il est introduit dans l'ordre de l'aigle noir et anobli. En 1906, il préside la société d'étude des aéronefs à moteur puis la société des aérostats. Il est l'un des fondateurs du Flottenverein. Après avoir quitté le service actif, Hollmann devient membre du conseil de surveillance d'AEG.